# Милан Ђачић
Милан Ђачић  (1993, Чачак) је српски модни стилиста, који је од 2024. године главни уредник српског издања часописа Воуг, названог Воуг Адрија, који поред Србије, покрива и Хрватску и Словенију.

## Каријера
Каријеру је започео у области графичког дизајна, а у свету моде као модни уредник, а затим главни уредник српског издања часописа Ел. Након тога радио је за модни сајт Буро.
Оснивач је Медиа 3.0 Паблишинг заједно са Соњом Ковач и Ненадом Јањатовићем.
Изабран је за главног уредника балканског издања Воуга, и најмлађи је editor in chief у историји ове компаније, поред некадашње уреднице Воуг Чајна Маргарет Џанг.
Први број Воуга Адриа изашао је у марту 2024. године и распродат је за три дана.
Предводник хрватског тима и модни директор часописа је Петар Трбовић.